# Madame Hector Malot
Marthe Malot
Pour les articles homonymes, voir Hector Malot et Malot.
Madame Hector Malot, née à Noisy-le-Grand 11 mai 1850 et morte dans le 16e arrondissement de Paris le 8 mars 1926  est une écrivaine française, seconde épouse d'Hector Malot.

## Biographie
Marie Angèle Marthe de La Faverie est la fille unique de l'artiste peintre Achille Oudinot de la Faverie et de Marie Thérèse Antoinette Apprédéris.
Son père travaille dans l'atelier de Jean-Baptiste Camille Corot. En 1877, il émigre seul aux États-Unis. 
À Boston, il ouvre un atelier et ce n'est qu'en 1886 qu'il reviendra en France.
Laissées sans ressources, Marie Angèle Marthe et sa mère prennent la charge du bureau de poste de Montmorency. 
Dans les années 1880, elle rencontre Hector Malot (1830-1907) pour lequel elle éprouve une grande admiration. 
Le romancier lui tient des sentiments réciproques, son roman Pompon (1880) est dédié « à Mlle Marthe Oudinot. »
Elle épouse le 12 juillet 1881 à Fontenay-sous-Bois l'écrivain, veuf depuis 1880 d'Anna Dariès.
Ensemble, ils effectuent de nombreux voyages. D'abord en Écosse pour le voyage de noces, suivi de nombreux séjours dans des pays d'Europe. Tout comme son mari, elle tient des carnets de voyage.
Son père meurt en 1891, sa mère 1905.
Le couple est domicilié à Fontenay-sous-Bois, avenue de la Dame-Blanche. Veuve d'Hector Malot en 1907, Marie Angèle Marthe meurt à Paris, rue Piccini en 1926.

## Œuvres
- Folie d'amour, 1888 ;
- Visite aux vieux, 1888 ;
- Le Prince, 1894 ;
- L’Amour dominateur, 1897 ;
- La Beauté, 1897 ;
- Sa Fille, 1900 ;
- Cœurs d’amoureuses, 1905 ;
- Ève de France, 1911 .